# Friedrich Bumüller
Friedrich Bumüller (* 14. Juli 1842 in Kreuzlingen; † 7. Mai 1914 in Ravensburg) war ein deutscher Mediziner, Stadtarzt und Sanitätsrat in Ravensburg.

## Leben
Bumüller (auch Bumiller geschrieben) war ein Sohn des Gymnasiallehrers und Schriftstellers Johannes Bumüller und dessen Ehefrau Maria Katharina Anna Zengerle. Er wurde in Kreuzlingen geboren, als sein Vater am dortigen Schulseminar Gymnasialprofessor und Schulinspektor des Bezirks Gottlieben war, und auf die Namen Friedrich Wilhelm getauft.
Bumüller studierte von 1860 bis 1866 an der Universität Tübingen Humanmedizin und wurde dort im Jahre 1866 zum Dr. med. promoviert. Er war Mitglied des Corps Franconia.
Bumüller bekleidete nach dem Studium die Stelle eines Stadtarztes von Ravensburg, wo sich seine Eltern 1857 dauerhaft niedergelassen hatten, und fungierte gleichzeitig als Sanitätsrat für die benachbarte Garnison Weingarten und das dort stationierte Infanterie-Regiment „Kaiser Wilhelm, König von Preußen“ (2. Württembergisches) Nr. 120.
1874 trat Bumüller dem Verein für vaterländische Naturkunde in Württemberg mit Sitz in Stuttgart bei.

## Familienverhältnisse
Am 4. Juni 1868 heiratete Friedrich Bumüller in Wolfegg Helene Duke (geboren in Wolfegg am 6. Dezember 1846 als Tochter des Anton Duke, Apotheker in Wolfegg, und der Emma Wagner). Dieser Ehe entstammen drei (überlebende) Söhne: Max Friedrich, geboren in Wolfegg am 3. März 1871, welcher an der Universität Tübingen von 1891 bis 1897 Jura studierte. Johann Anton, geboren in Ravensburg am 22. September 1873, welcher später Pfarrer und Anthropologe wurde. Maximilian Franziskus (Franz), geboren in Ravensburg am 10. Februar 1872, welcher sich in Wangen als Rechtsanwalt niederließ.

## Werke
1886 verfasste Bumüller im Auftrag des Stadtrats von Ravensburg eine schriftliche Stellungnahme zur Verbreitung der Prostitution in der Stadt.